# 兵庫県立川西高等学校宝塚良元校
兵庫県立川西高等学校宝塚良元校（ひょうごけんりつかわにしこうとうがっこうたからづかりょうげんこう）は、かつて日本の兵庫県宝塚市にあった定時制の公立高等学校である。

## 設置学科
- 普通科

## 概要
定時制課程単独の設置で、本校と同じく3年での卒業が可能となっていた。
授業では基礎基本の定着に力を入れた展開を行い、少人数授業や習熟度別学習なども取り入れていた。
現在では校舎が解体され、住宅地になっている。

## 沿革
- 1949年 - 兵庫県立尼崎高等学校の分校として開校。
- 1968年 - 県立尼崎高等学校から定時制課程が兵庫県立尼崎南高等学校として分離したことに伴い、尼崎南高校の分校となる。
- 2000年 - 所属を替え川西高校の分校となり、校名を兵庫県立川西高等学校宝塚良元校とする。
- 2015年3月8日 - 閉校式挙行。
- 2015年3月31日 - 閉校。

## 交通
- 阪急今津線 小林駅 東へ徒歩約8分